# 日立中継局
座標: 北緯36度31分33.3秒 東経140度36分00.6秒 / 北緯36.525917度 東経140.600167度
日立中継局（ひたちちゅうけいきょく）は茨城県日立市に所在するテレビ及びNHK-FMの中継局である。本項では、2013年8月23日に開局したジャパン・モバイルキャスティングの日立中継局のほか、デジタル混信対策としてNHK日立中継局に併設された補完波である日立北中継局（ひたちきたちゅうけいきょく）、更に同市高鈴山に所在する茨城放送高鈴FM補完中継局（いばらきほうそうたかすずエフエムほかんちゅうけいきょく）についても併せて記述する。

## 概要
- テレビ中継局は日立市内の風神山に置かれ[5][1]、アナログ・デジタルとも水平偏波が採用された。デジタル放送では、県北地域[6]の一部が放送エリアのめやすになる。
- NHK総合は1961年12月1日[7]に初のUHF中継テレビ実験局[8]として運用開始[9]。その後第2次チャンネルプランの修正の確定とともに1963年6月15日に正式に開局した[8]。
- NHK教育は1964年3月1日に開局した[7]。
- 民放各局は1964年6月15日に開局[8]した。
- アナログテレビジョンを放送していた時代は、NHK・在京広域民放とも、当中継局で東京タワー波（VHF）を直接受信したものと、NHK筑波中継局と同じく宝鏡山に置かれた筑波宝鏡固定局で受信した放送波（VHF）をマイクロ回線に切り替えて送信し、それを当中継局で受けた方法の2方式を併用していた[7]。

## 周辺施設
- 周辺施設については、該当項を参照。

## 送信施設概要

### デジタルテレビ放送

#### 日立中継局
| ID | 放送局名       | 物理 チャンネル | 空中線電力 | 実効輻射電力 | 放送対象地域 | 放送区域 内世帯数 | 開局日         |
| -- | -------------- | --------------- | ---------- | ------------ | ------------ | ----------------- | -------------- |
| 1  | NHK 水戸総合   | 20ch            | 3W         | 32W          | 茨城県       | 11万5858世帯      | 2004年 10月1日 |
| 2  | NHK 東京教育   | 13ch 52ch       | 3W         | 32W          | 全国放送     | 11万5858世帯      | 2004年 10月1日 |
| 4  | NTV 日本テレビ | 14ch            | 3W         | 28W          | 関東広域圏   | 11万5858世帯      | 2006年 11月1日 |
| 5  | EX テレビ朝日  | 17ch 37ch       | 3W         | 28W          | 関東広域圏   | 11万5858世帯      | 2006年 11月1日 |
| 6  | TBS TBSテレビ  | 15ch            | 3W         | 28W          | 関東広域圏   | 11万5858世帯      | 2006年 11月1日 |
| 7  | TX テレビ東京  | 18ch            | 3W         | 28W          | 関東広域圏   | 11万5858世帯      | 2006年 11月1日 |
| 8  | CX フジテレビ  | 19ch            | 3W         | 28W          | 関東広域圏   | 11万5858世帯      | 2006年 11月1日 |

- 放送エリアは那珂郡東海村の全域、日立市・常陸太田市・ひたちなか市・那珂市の各一部。
- 赤数字chは、2011年12月5日から2012年3月4日の期間に変更されたチャンネル。

#### 日立北中継局
| リモコンキーID | 放送局名     | 物理チャンネル | 空中線電力 | 実効輻射電力 | 放送対象地域 | 放送区域内世帯数 |
| -------------- | ------------ | -------------- | ---------- | ------------ | ------------ | ---------------- |
| 1              | NHK 水戸総合 | 47ch           | 3W         | 50W          | 茨城県       | 5万2429世帯      |

参考資料：
- 放送区域は日立市の一部[11]。
- 2014年12月25日予備免許[11]、2015年5月29日開局[13]。

### アナログテレビ放送
| チャンネル 周波数 | 放送局名       | 空中線電力       | 実効放射電力 | 放送対象地域 | 放送区域内世帯数 |
| ----------------- | -------------- | ---------------- | ------------ | ------------ | ---------------- |
| 50ch              | NHK 東京教育   | 映像100W 音声25W | 映像1.1kW    | 全国放送     | 約17万世帯       |
| 52ch              | NHK 東京総合   | 映像100W 音声25W | 映像1.1kW    | 関東広域圏   | 約17万世帯       |
| 54ch              | NTV 日本テレビ | 映像100W 音声25W | 映像1.1kW    | 関東広域圏   | 約17万世帯       |
| 56ch              | TBSテレビ      | 映像100W 音声25W | 映像1.1kW    | 関東広域圏   | 約17万世帯       |
| 58ch              | CX フジテレビ  | 映像100W 音声25W | 映像1.1kW    | 関東広域圏   | 約17万世帯       |
| 60ch              | EX テレビ朝日  | 映像100W 音声25W | 映像1.1kW    | 関東広域圏   | 約17万世帯       |
| 62ch              | TX テレビ東京  | 映像100W 音声25W | 映像1.1kW    | 関東広域圏   | 約17万世帯       |

- 2011年7月24日をもってすべて廃止された。

### 送信施設置局住所
- 日立市森山町および石名坂町の風神山[1][5]

### FMラジオ放送

#### NHK-FM日立中継局
テレビ同様、風神山に設置されている。なお県北地域は当中継局の他大子、北茨城の各中継局から放送されている。
| 周波数（MHz） | 放送局名   | 空中線電力 | 実効輻射電力 | 放送対象地域 | 放送区域内世帯数 | 開局年月日 |
| ------------- | ---------- | ---------- | ------------ | ------------ | ---------------- | ---------- |
| 84.2          | NHK 水戸FM | 100W       | 350W         | 茨城県       | 約6万世帯        | -          |

#### LuckyFM茨城放送FM日立局（高鈴FM補完中継局）
日立市の高鈴山に設置されている。2015年9月3日に予備免許が交付され、同12月3日に本免許交付、12月9日に開局した。放送エリアは2015年9月3日のリリースによれば日立市の他高萩市、北茨城市になり、2016年10月現在の公式サイトのラジオCMご利用のご案内によれば県北地域の他、水戸市、福島県いわき市が放送エリアになる。
| 周波数（MHz） | 放送局名         | 空中線電力 | 実効輻射電力 | 放送対象地域 | 放送区域内世帯数 | 開局年月日    |
| ------------- | ---------------- | ---------- | ------------ | ------------ | ---------------- | ------------- |
| 88.1          | LuckyFM 茨城放送 | 100W       | 525W         | 茨城県       | 約13万世帯       | 2015年12月9日 |

### マルチメディア放送
| 周波数（MHz） | 放送局名      | 空中線電力 | 実効輻射電力 | 放送区域 | 放送区域内世帯数 | 運用開始日    | サービス終了日 |
| ------------- | ------------- | ---------- | ------------ | -------- | ---------------- | ------------- | -------------- |
| 214.714286    | Jモバ 日立MMH | 2.5kW      | 13.5kW       | -        | 40万3457世帯     | 2012年 4月1日 | 2016年 6月30日 |

#### 歴史
- 2013年
  - 4月12日 - 予備免許交付。
  - 6月25日 - 試験放送開始。
  - 8月21日 - 本免許交付。
  - 8月23日 - 本放送開始。